# 5-та бригада територіальної оборони (Польща)
5-та Мазовецька бригада територіальної оборони (') — військове з'єднання військ територіальної оборони Війська Польського. Бригада дислокується у м.Цеханув Мазовецького воєводства.

## Структура
- штаб бригади, Цеханув
- 51 батальйон легкої піхоти, Цеханув
- 52 батальйон легкої піхоти, Жегж Плд
- 53 батальйон легкої піхоти, Седльце
- 54 батальйон легкої піхоти, Коморов

## Командування
- полковник Анджей Василевський[1]